# Saint-Christophe (Eure-et-Loir)
Saint-Christophe is een gemeente in het Franse departement Eure-et-Loir (regio Centre-Val de Loire) en telt 141 inwoners (1999). 

## Geografie
De oppervlakte bedraagt 6,0 km², de bevolkingsdichtheid is 23,5 inwoners per km².

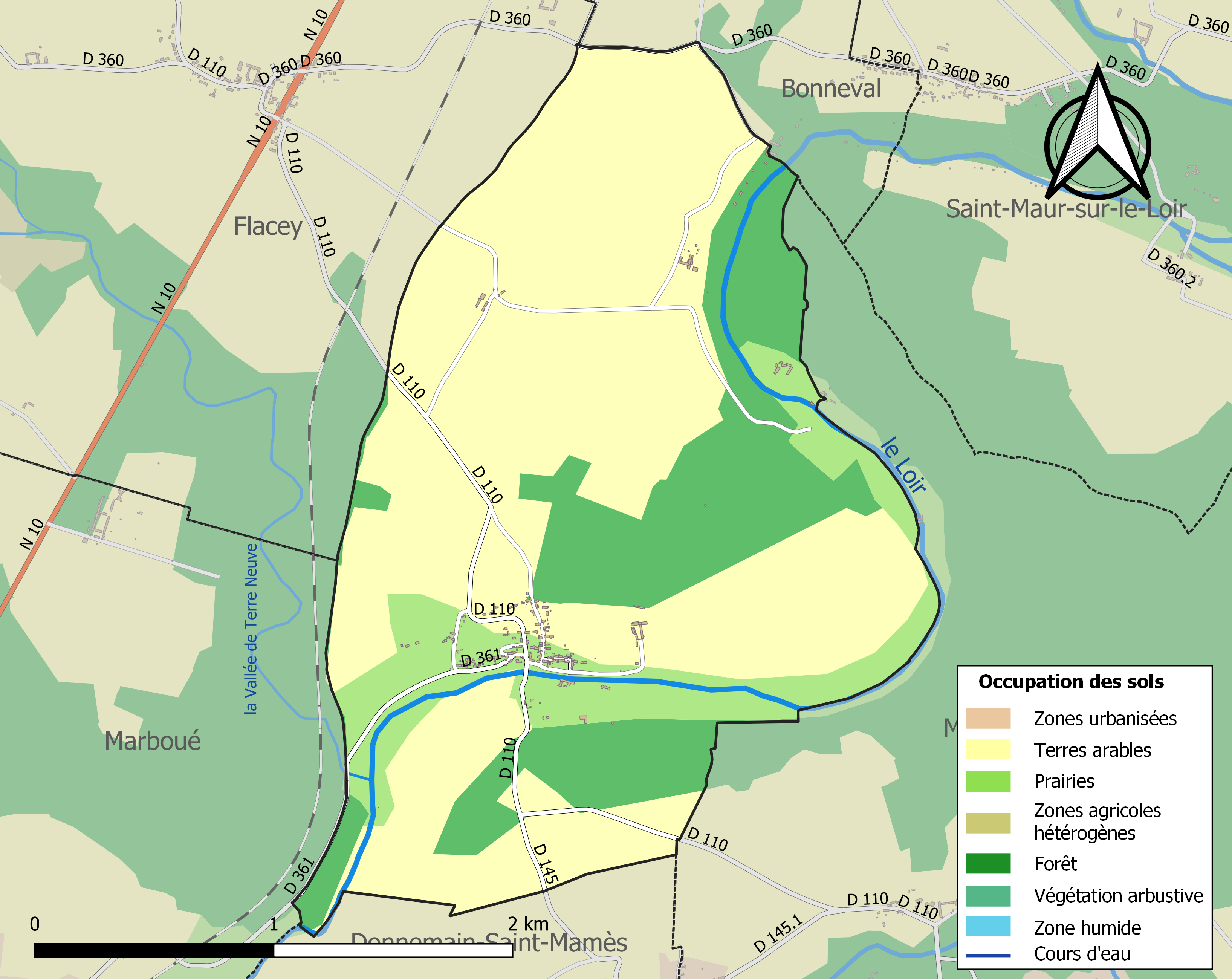
Kaart van de gemeente met de belangrijkste infrastructuur, bodemgebruik en omliggende gemeenten

## Demografie
Onderstaande figuur toont het verloop van het inwoneraantal van Saint-Christophe vanaf 1962.

Bron: Frans bureau voor statistiek. Cijfers inwoneraantal volgens de definitie
 population sans doubles comptes (zie de gehanteerde definities)